# Paranectria affinis
Paranectria affinis är en lavart som först beskrevs av Robert Kaye Greville, och fick sitt nu gällande namn av Pier Andrea Saccardo 1878. Paranectria affinis ingår i släktet Paranectria och familjen Bionectriaceae.  Arten är reproducerande i Sverige. Inga underarter finns listade i Catalogue of Life.